# Hemidactylus tanganicus
Espèce
Statut de conservation UICN

 DD  : Données insuffisantes
Hemidactylus tanganicus est une espèce de geckos de la famille des Gekkonidae.

## Répartition
Cette espèce est endémique de Tanzanie.

## Publication originale
- Loveridge, 1929 : East African reptiles and amphibians in the United States National Museum. Bulletin of the United States National Museum, no 151, p. 1-135 (texte intégral)